# ミステール (航空機)
ダッソー ミステール
ミステールIV A
- 用途：戦闘・爆撃
- 分類：第1世代ジェット戦闘機
- 製造者：ダッソー
- 運用者

  -  フランス（フランス空軍）
  -  インド（インド空軍）
  -  イスラエル（イスラエル空軍）
- 初飛行：1951年
- 運用開始：1954年

ミステール  (Mystère) は、フランスのダッソー・ブレゲー社が開発した戦闘機である。フランス初の実用国産ジェット戦闘機であるウーラガンを元に開発された機体で、当初はウーラガンを後退翼にしただけの機体だったが、後期の型では再設計され別の機体と呼んでよい程改修されていた。1951年に初飛行し、後期生産型であるミステールIVはスエズ動乱で活躍した他、インド、イスラエルに輸出された。
なお、ミステールとは「神秘」という意味。

## 概要
フランス初の実用ジェット戦闘機ウーラガンの成功に続いて、ダッソー社ではさらなる高性能な機体の開発にとりかかった。機体自体はウーラガンの物を基本的には使用することにし、これに当時の最優秀戦闘機だったF-86の機首や主翼（後退翼）デザインを取り入れることとした。
試作1号機であるミステールIは1951年に初飛行したが、この機体はウーラガンそのままの胴体に面積を拡張した垂直尾翼を持ち、30度の後退角を持つ主翼を持っていた。ミステールIはウーラガンと同じエンジンを搭載していたが、この後に完成した試作2号、3号機はより強力なエンジンに換装していたため、ミステールII Aと呼ばれた。テストの結果は良好で、最高速度はウーラガンよりも速く飛行特性も優れていたため、フランス空軍はミステールIIの量産を決定した。先行量産型に続いて、エンジンをアター101に換装した型が生産され、これがミステールII CとなりミステールIIシリーズの生産の中心となった。また、この機体を複座にして全天候戦闘機型としたミステールIIIも数機試作されたが、採用されなかった。ミステールI、II、IIIの各型は合計166機生産され、全てフランス空軍で運用された。
ダッソー社では、ミステールIIが初飛行した頃から更に高性能な機体の開発にとりかかっていた。1952年9月に初飛行したこの機体は、基本設計こそウーラガンやミステールIIのものを踏襲したが、胴体は再設計され楕円形の断面となり長さは延長されていた。また、主翼も新型の38度の後退翼を装備し、ミステールIIに比べて洗練された外観となった。この機体はミステールIVと呼ばれ1954年より量産が開始され、1958年までに421機生産された。

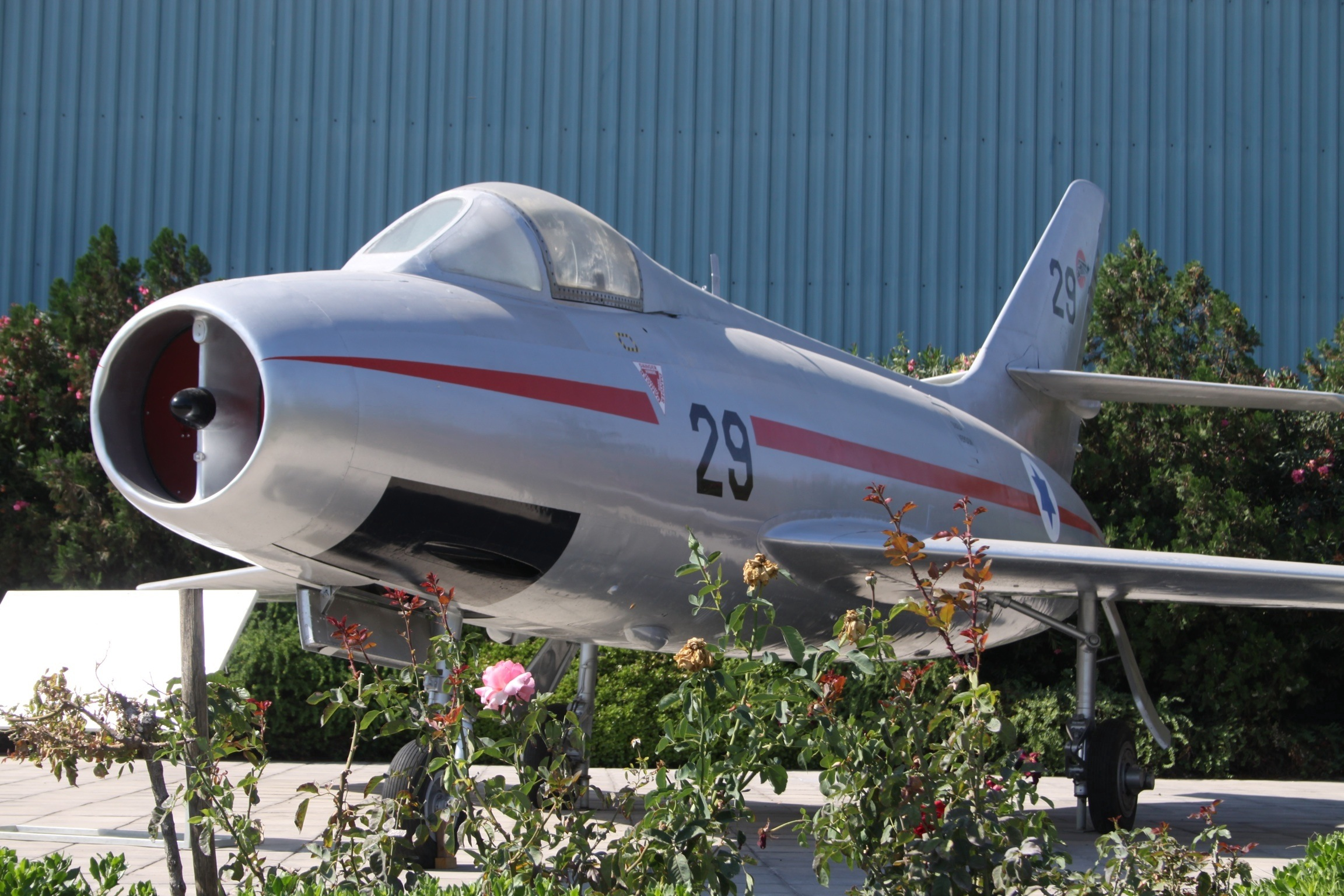
イスラエル空軍のミステールIV A

ミステールIV Aを更に強力なエンジンに換装し全体形を空力的に洗練した機体がミステールIV Bで、1953年12月に初飛行した。この機体は1954年2月にヨーロッパ製の航空機として初めて水平飛行で音速を超えた機体となった。その後、この機体をベースにして超音速戦闘機シュペルミステールが開発された。また、主翼をデルタ翼に換装したミステール・デルタも開発されたが、フランス空軍はより大型でレーダーを搭載可能な機体を求めたため、ミステール・デルタを原型とした新型戦闘機ミラージュIIIが開発された（なおこれに伴い、ミステール・デルタはミラージュＩと改名された）。
ミステールIVは、スエズ動乱においてフランス空軍により戦闘爆撃機として利用された。シュペルミステールやミラージュIIIの登場により第一線を退いた後も兵装訓練機として使用され続け、アルファジェットに更新され退役したのは1982年のことだった。フランス以外ではインド、イスラエルにも輸出され、それぞれ印パ戦争や中東戦争で活躍している。インド空軍では1973年まで現役であった。
イスラエル空軍は1956年4月から6月にかけて導入した最初の24機のミステールIV Aを第101飛行隊に配備し、続いて1956年8月に納品された36機を第109飛行隊に配備した。ミステールIV Aはイスラエル空軍に導入された最初の後退翼機となった。同年に発生したスエズ動乱には第109飛行隊は訓練が間に合わなかったが、第101飛行隊のミステールIV Aは作戦投入され8機のエジプト空軍機を撃墜した。1960年代に入ると第101飛行隊の運用機がミラージュIIICJ戦闘機に更新される事になり、第101飛行隊のミステールIV Aは第116飛行隊に移管された。またこの頃から対地攻撃専門の機体として運用されるようになり、迷彩塗装が施されるようになった。これらのミステールIV Aは1967年の第三次中東戦争にも投入され、同じくイスラエル軍で運用が続けられていたウーラガンと共に対地攻撃任務に就いた。イスラエル空軍のミステールIV Aは1971年にアメリカ製のA-4スカイホーク攻撃機によって更新され退役した。

## スペック
ミステールII C
- 全長: 11.7 m
- 全巾: 13.1 m
- 全高: 4.26 m
- 翼面積: 30.3 m2
- 空虚重量: 5,225 kg
- 最大離陸重量: 7,425 kg
- エンジン: スネクマ アター101D
  - 推力: 2,940kg
- 最大速度: 1,060 km/h
- 航続距離: 885 km
- 武装:
  - DEFA 550 30mm機関砲×2
  - 爆弾・ロケット弾など外部兵装 900kg
- 乗員: 1名

ミステールIV A
- 全長: 12.85 m
- 全巾: 11.1 m
- 全高: 4.46 m
- 翼面積: 32.0 m2
- 空虚重量: 5,880 kg
- 最大離陸重量: 9,100 kg
- エンジン: イスパノ・スイザ ペルドン350
  - 推力: 3,500kg
- 最大速度: 1,120 km/h
- 航続距離: 1,690 km
- 武装:
  - DEFA 550 30mm機関砲×2
  - 爆弾・ロケット弾など外部兵装 900kg
- 乗員: 1名